# هنادی موروز
هنادی موروز (روسی: Геннадий Григорьевич Мороз؛ زادهٔ ۲۷ مارس ۱۹۷۵) بازیکن فوتبال اهل اوکراین است.
از باشگاه‌هایی که در آن بازی کرده‌است می‌توان به باشگاه فوتبال کریفباس کریفیی ریه، باشگاه فوتبال اوبولون-برووار کیف، باشگاه فوتبال دنیپرو، و باشگاه فوتبال دینامو کی‌یف اشاره کرد.
وی همچنین در تیم ملی فوتبال اوکراین بازی کرده‌است.